# ميت أبو عربي
قرية ميت أبو عربي هي إحدى القرى التابعة لمركز الزقازيق في محافظة الشرقية في جمهورية مصر العربية. حسب إحصاءات سنة 2006، بلغ إجمالي السكان في ميت أبو عربي 7904 نسمة، منهم 4049 رجل و3855 امرأة.

## التاريخ
قرية ميت أبو عربي من القرى القديمة، حيث وردت باسم «منية بو عربي» في أعمال الشرقية ضمن قرى الروك الصلاحي التي أحصاها ابن مماتي في كتاب قوانين الدواوين. كما وردت باسم «منية أبو عربي» في أعمال الشرقية ضمن قرى الروك الناصري التي أحصاها ابن الجيعان في كتاب «التحفة السنية بأسماء البلاد المصرية». وفي العصر العثماني وردت بهذا الاسم في التربيع العثماني الذي أجراه الوالي العثماني سليمان باشا الخادم في عصر السلطان العثماني سليمان القانوني منية أبو عربي ضمن قرى ولاية الشرقية، وفي تاريخ 1228هـ/1813م الذي عدّ قرى مصر بعد المسح الذي قام به محمد علي باشا باسم «ميت أبو عربي» ضمن قرى مديرية الدقهلية. انتقلت تبعيتها إلى مديرية الدقهلية، ثم عادت حديثًا إلى محافظة الشرقية.